# Soorts-Hossegor
Soorts-Hossegor – miejscowość i gmina we Francji, w regionie Nowa Akwitania, w departamencie Landy.
Według danych na rok 1990 gminę zamieszkiwało 2829 osób, a gęstość zaludnienia wynosiła 195 osób/km² (wśród 2290 gmin Akwitanii Soorts-Hossegor plasuje się na 153. miejscu pod względem liczby ludności, natomiast pod względem powierzchni na miejscu 786.).